# Oleg Antonov

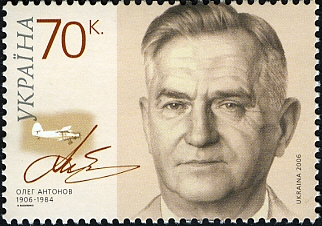
Oleg Antonov op een Oekraïense postzegel

Oleg Konstantinovitsj Antonov (Russisch: Олег Константинович Антонов) (Troizi (bij Moskou), 7 februari 1906 – Kiev, 4 april 1984) was een vliegtuigbouwer in de Sovjet-Unie.
Toen Antonov 18 jaar was ontwierp en bouwde hij zijn eerste vliegtuig, een zweefvliegtuig, de Goloeb. Twee jaar later werd hij student aan het Polytechnisch Instituut van Leningrad waar hij in 1930 afstudeerde. Tijdens zijn studie ging hij verder met de ontwikkeling en bouw van zweefvliegtuigen en nadat hij afgestudeerd was, trad hij in dienst bij de Osavaichim zweefvliegtuigfabriek in Moskou. In de periode 1933-1938 was hij ontwerper in de fabriek in Toesjino. In de periode tot de Tweede Wereldoorlog ontwierp Antonov meer dan 30 zweefvliegtuigen. Tijdens de oorlog werkte Antonov aan militaire toestellen voor de Sovjet-Unie.
In 1946 begon Antonov een eigen bedrijf, Antonov ASTC, en in 1947 produceerde hij zijn eerste vliegtuig, de Antonov An-2, een dubbeldekker voor landbouwdoeleinden. Dit vliegtuig is een van de meest divers inzetbare en robuuste vliegtuigen ter wereld gebleken. In 1952 verhuisde het Antonov bedrijf naar Kiev in Oekraïne waar hij begon met het ontwerpen van een serie meermotorige vliegtuigen. Met de Antonov An-12 won hij met zijn team uiteindelijk de zeer begeerde Leninprijs. Antonov specialiseerde zich in het ontwikkelen van robuuste transportvliegtuigen die geschikt waren voor alle weersomstandigheden en locaties. In 1956 ontving hij een tweede maal de Leninprijs, ditmaal voor de Antonov An-22 dat bij de presentatie op de Parijse luchtvaarttentoonstelling het grootste transportvliegtuig ter wereld was. De Antonov An-124, het grootste vliegtuig ooit in massaproductie gemaakt, was enorm succesvol en de kroon op de carrière van Oleg Konstantinovitsj Antonov. Naast zijn Leninprijzen ontving Antonov in zijn leven nog tweemaal de Leninorde en werd hij benoemd tot Held van de Socialistische Revolutie.
Antonov ligt begraven op de Bajkove-begraafplaats.